# Instituto de Tecnología de Harbin
El Instituto de Tecnología de Harbin, en chino simplificado 哈尔滨工业大学 y en pinyin Hā'ěrbīn gōngyè dàxué (conocido por su nombre en inglés: Harbin Institute of Technology y sus iniciales del nombre inglés HIT) es una universidad china fundada en 1920 que depende del Ministerio de Industria y Tecnología de la Información de la República Popular China. El Instituto de Tecnología de Harbin es una de las universidades con mayor reconocimiento académico en la República Popular China, es una Doble primera clase A y una universidad de construcción clave del Proyecto 985 y del Proyecto 211, es una universidad multidisciplinaria, orientada a la investigación, miembro de la Alianza China C9. Tiene tres campus en las ciudades de Harbin, Weihai y Shenzhen, y además, ha construido un patrón de Gran Instituto de Tecnología de Harbin con un campus y tres distritos.

## Historia

### República Popular China
El Instituto de Tecnología de Harbin fue fundado en 1920 y en ese momento, se llamó Escuela Industrial Sino-Rusa de Harbin (con enseñanza en ruso y en chino) El propósito de la escuela era la formación de técnicos de ingeniería para el Ferrocarril del Medio Oriente controlado por Rusia. El 2 de abril de 1922, pasó a llamarse Universidad Tecnológica Sino-Rusa de Harbin (1922-1928, impartía enseñanza en ruso). Desde octubre de 1928, el Instituto Tecnológico de Harbin hasta 1936, impartió enseñanza en ruso y en idioma japonés (iniciado en 1935 y hasta la actualidad). En 1935, Japón intercambió materiales por los derechos de propiedad del lado soviético del Ferrocarril Transmanchuriano, y las actividades docentes de la escuela comenzaron la transición al modelo educativo deJapón. En 1945, después de la victoria en la Guerra de resistencia contra la agresión Japonesa, el Instituto de Tecnología de Harbin fue dirigido por la Oficina de Ferrocarriles China-Changzhou y administrado conjuntamente por los gobiernos chino y soviético. Desde el establecimiento de la escuela en 1920 hasta 1949, el Instituto de Tecnología de Harbin ha dirigido escuelas con formación en estilo ruso o japonés y ha enseñado en ambos idiomas, ruso o japonés, lo que hace que el Instituto de Tecnología de Harbin tenga características distintivas de ruso y japonés desde su establecimiento.

### Etapa de la fundación de la República Popular China

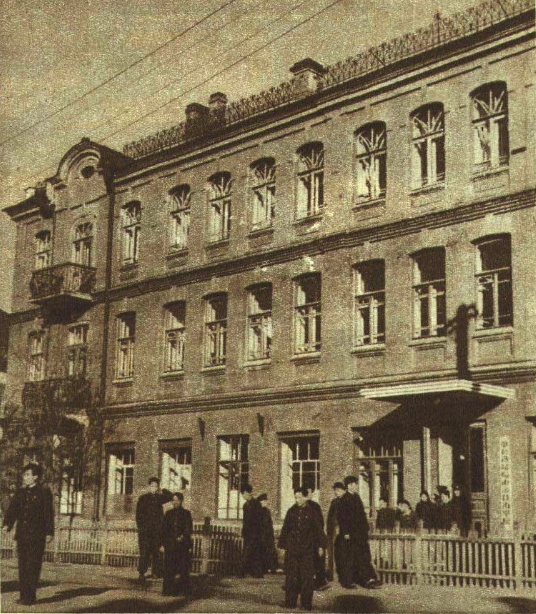
1952 Instituto de Tecnología de Harbin administrado por la oficina de ferrocarriles China-Changzhou

En 1950, cuando el gobierno soviético entregó el Ferrocarril China-Changzhou, entregó la administración del Instituto de Tecnología de Harbin al gobierno chino. El día oficial de entrega se designó más tarde como el aniversario del Instituto de Tecnología de Harbin, el 7 de junio.
En 1951, el Instituto de Tecnología de Harbin fue identificado por China como una de las dos instituciones de educación superior para aprender de la experiencia soviética. En octubre de 1954, el Instituto de Tecnología de Harbin se convirtió en una de las primeras 6 universidades nacionales clave identificadas por el Ministerio de Educación de la República Popular China. Desde 1957, se organiza en 7 departamentos y 23 especializaciones, básicamente convirtiéndose en una universidad de ingeniería multidisciplinaria basada en el sistema de enseñanza soviético. En 1958, de acuerdo con las instrucciones de Deng Xiaoping y las necesidades del desarrollo de la situación en ese momento, el Instituto de Tecnología de Harbin realizó importantes ajustes en el entorno profesional y creó una serie de carreras de vanguardia. Se ha convertido en una universidad multidisciplinaria. Al servicio de la ciencia y la tecnología de la defensa nacional y la construcción económica nacional. En 1959, se dividió en el Instituto de Tecnología de Harbin, el Instituto de ingeniería de la construcción de Harbin y el Colegio de maquinaria pesada del Noreste.
La Revolución Cultural que comenzó en 1966 dañó gravemente el orden normal de enseñanza e investigación del Instituto de Tecnología de Harbin. En octubre de 1969, Lin Biao emitió la orden de "Preparación de combate número 1" para todo el ejército, y los comandantes militares de vanguardia del Instituto de Tecnología de Harbin se trasladaron inmediatamente al tercer frente. El 20 de diciembre de 1969, la Comisión de Ciencia y Tecnología de la Defensa Nacional transmitió las instrucciones de los superiores según los principios de concentración en vanguardia y descentralización del frente. El 30 de diciembre de 1969, la Comisión de Ciencia y Tecnología de la Defensa Nacional envió una carta al Comité Revolucionario Provincial de Heilongjiang y a la región militar provincial de Heilongjiang: "El Instituto de Tecnología de Harbin, considerando las necesidades locales y la situación actual de la escuela, planea ser dividido en dos secciones, y las carreras de vanguardia se dividirán en dos departamentos, las carreras y los talleres empresas de pasantías que apoyan a las carreras formarán una unidad de enseñanza de vanguardia. Las carreras civiles permanecerán en Kazajstán bajo la dirección del Comité Revolucionario Provincial”. El 12 de enero de 1970, la oficina de la comisión militar y la oficina del primer ministro ordenaron que la mayoría de las especialidades de ingeniería de Harbin y el segundo departamento de ingeniería militar de Harbin se fusionaran y se trasladaran a Chongqing, al campus de la Universidad de Tecnología de Chongqing ("Universidad de Industria Pesada"). La división oeste se mudó a la escuela secundaria de Zhongxian, en el condado de Liangping para administrar una escuela; parte de las escuelas de formación de Harbin se fusionaron con el Instituto de Tecnología Eléctrica de Harbin y el Instituto de Tecnología de Heilongjiang para formar el nuevo Instituto de Tecnología de Harbin. Li Jue, viceministro del segundo departamento de maquinaria, designó a Wang Lianqing (jefe del departamento de estudiantes del Instituto de Tecnología de Harbin), líder del grupo principal central de la Universidad Tecnológica de Chongqing, Li Lianquan (director del departamento político de Instituto de Tecnología de Harbin) y Jiang Guohua (director del segundo departamento del Instituto de Tecnología de Harbin). El 3 de julio de 1973, la Universidad Tecnológica de Chongqing, fue reubicada en Harbin, integrando al grupo de educación y ciencia del consejo de estado, y demás instituciones en el Instituto de Tecnología de Harbin. El Instituto de Tecnología de Harbin estuvo temporalmente bajo el mando dual de la provincia de Heilongjiang y la Comisión de Ciencia y Tecnología de la Defensa Nacional. El Instituto de Tecnología de Heilongjiang original y el Instituto de Tecnología Eléctrica de Harbin se separaron del Instituto de Tecnología de Harbin, y se construyó otra escuela gestionada por la provincia de Heilongjiang.

### Reforma
En 1977 se reanudó la matrícula de pregrado, en 1978 se reanudó la matrícula de posgrado y en 1982 se reclutaron estudiantes de doctorado. En 1984, fue nuevamente catalogado como uno de los quince colegios y universidades del país de construcción clave. En el mismo año, se convirtió en uno de los primeros 22 colegios y universidades del país en poner a prueba las escuelas de posgrado, lo que supuso que la educación de posgrado del Instituto de Tecnología de Harbin entró en una nueva etapa de desarrollo. Este es un hito importante en la historia de desarrollo del Instituto de Tecnología de Harbin. En 1992, se estableció el parque de alta tecnología y un nuevo modelo de gestión escolar de "una escuela que dirige un distrito, una escuela suplementaria del distrito, integración del campus, una escuela y dos sistemas".
En abril de 1995, Yang Shiqin, el entonces presidente, y Wu Lin, secretario del comité del partido y profesor, organizaron experimentos para Wang Hongcheng en el incidente del agua al petróleo, que confirmaron la autenticidad del problema planteado por Wang Hongcheng. El Instituto de Tecnología de Harbin emitió un informe sobre el caso.
En 1996, se convirtió en una de las primeras instituciones en ingresar a la construcción del Proyecto 211. En 1996, en la evaluación integral de los proyectos emprendidos, la cantidad de personas intervinientes, los resultados obtenidos y la financiación recibida, el Instituto de Tecnología de Harbin ocupó el segundo lugar entre las universidades del país. En noviembre de 1999, se convirtió en una de las 9 universidades que el país enfocó para la meta de ser universidades de alto nivel reconocidas mundialmente.

### SigloXXI
En los últimos años, los profesores, estudiantes y exalumnos del Instituto de Tecnología de Harbin han hecho contribuciones sobresalientes como las naves espaciales Shenzhou. El 25 de septiembre de 2013, se lanzó con éxito el tercer satélite artificial "Kaizhou-1" desarrollado por el Instituto de Tecnología de Harbin.
En noviembre de 2003, el Instituto de Tecnología de Harbin ganó el premio de contribución colaborativa de ingeniería espacial tripulada de China, el premio colectivo de contribución excepcional y el premio de colaborador destacado, convirtiéndose en la única universidad que ha ganado tres premios al mismo tiempo. En abril de 2004, se lanzó con éxito el satélite de prueba No. 1, que es el primer microsatélite de China con un claro objetivo de aplicación desarrollado de forma independiente por una universidad.
En noviembre de 2008, se estableció el centro de innovación tecnológica conjunta de la Corporación de Ciencia y Tecnología Aeroespacial de China en el parque científico del Instituto de Tecnología de Harbin. En noviembre de 2008, se lanzó con éxito el satélite experimental No. 3 desarrollado por el Instituto de Tecnología de Harbin, que se utilizará principalmente para la prueba de nueva tecnología de detección del entorno atmosférico espacial. El 22 de agosto de 2009, el Instituto de Tecnología de Harbin ganó el campeonato en el "Concurso de robots de la unión de radiodifusión de Asia Pacífico" celebrada en Tokio, Japón.
En el ranking mundial de universidades de 2014 publicado por U.S. News & World Report, el Instituto de Tecnología de Harbin entró por primera vez entre los diez primeros del mundo en el campo de la ingeniería. A las 14:37 del 21 de noviembre de 2014, el cuarto satélite artificial pequeño "Kaizhou-2" desarrollado por el Instituto de Tecnología de Harbin fue lanzado con éxito en el Centro de Lanzamiento de Satélites de Jiuquan en China. A las 7:01 del 20 de septiembre de 2015, el nanosatélite "Lilac No. 2" desarrollado de forma independiente por el equipo de estudiantes del Instituto de Tecnología de Harbin fue lanzado con éxito en el Centro de Lanzamiento de Satélites de Taiyuan.
El 23 de mayo de 2020, el Departamento de Comercio de los Estados Unidos incluyó a 33 empresas y organizaciones, incluido el Instituto de Tecnología de Harbin, en la lista de entidades de las regulaciones de control de exportaciones de EE. UU. con el argumento de apoyar la adquisición de suministros militares por parte de China.

## Instituciones de enseñanza

### Instalaciones
En 1985, con la aprobación del antiguo Ministerio de Industria Aeroespacial, el Instituto de Tecnología de Harbin estableció una sucursal en Weihai, que desde 2002 pasó a llamarse Instituto de Tecnología de Harbin (Weihai).
En 2000, el antiguo Instituto de Tecnología de Harbin y la Universidad de Arquitectura de Harbin se fusionaron para formar un nuevo campus de Harbin.
En febrero de 2002, el Ministerio de Educación de la República Popular China aprobó oficialmente el establecimiento de la Escuela de Graduados del Instituto de Tecnología de Shenzhen de Harbin, realizando el diseño estratégico de una escuela y tres distritos del Instituto de Tecnología de Harbin en Harbin, Weihai y Shenzhen, los tres campus son interdisciplinarios y complementarios. El campus de Harbin se basa en la industria pesada en el noreste de China para formar disciplinas clave nacionales como aeroespacial, maquinaria, materiales, ingeniería civil, medio ambiente y mecánica. El campus de Weihai está especializado en el océano y al servicio de la defensa nacional, formando un sistema disciplinario compuesto por disciplinas clave, emergentes y básicas como construcción naval, marina, biología, automóvil, información, gestión. El campus de Shenzhen se basa en las ventajas de desarrollo económico del sur de China y Hong Kong, con sede en la ciudad universitaria de Shenzhen, centrándose en el desarrollo de nuevas tecnologías, la industrialización de la ciencia y la tecnología y la formación en posgrado. Los tres campus forman conjuntamente el nuevo "Instituto de Tecnología de Harbin" y se convierten en la única universidad nacional superior en China afiliada al Ministerio de Industria y Tecnología de la Información en la Alianza China C9, para lograr el objetivo de construir una universidad de clase mundial en ciencia y tecnología. El 26 de octubre de 2017, se estableció oficialmente el Instituto de Tecnología de Harbin (Shenzhen) con la aprobación del comité de establecimiento institucional de Shenzhen. El 27 de diciembre, el comité del Partido Comunista de China del Instituto de Tecnología de Harbin (Shenzhen) se estableció formalmente con la aprobación del departamento de organización del comité municipal de Shenzhen del Partido Comunista de China.
Los tres campus establecen planes de admisión de forma independiente, comparten profesores y recursos, y todos los requisitos están estrictamente unificados. Los graduados reciben calificaciones académicas y certificados de grado homogéneos. En vista de las necesidades de la gestión de estudiantes, el estatus de estudiante del campus de Weihai se coloca en Shandong para la gestión académica. El Instituto de Tecnología de Harbin ha tomado el lema de la escuela como "especificaciones estrictas, Kung Fu en casa", que refleja los requisitos estrictos que se exigen a los estudiantes.

### Facultades
|  | - Instituto Aeroespacial - Departamento de Ingeniería y Mecánica Aeroespacial: Ingeniería Mecánica, Diseño e Ingeniería de Aeronaves, Medio Ambiente de Aeronaves e Ingeniería de Soporte Vital, Ciencia y Tecnología Espaciales, Ingeniería y Materiales Compuestos - Departamento de Ciencia y Tecnología Electrónica: Ciencia y Tecnología Electrónica, Ciencia y Tecnología de la Información Electrónica, Ciencia e Ingeniería de la Información Optoelectrónica - Departamento de Ciencia e Ingeniería de Control: Automatización, Orientación de Detección y Tecnología de Control - Escuela de Ingeniería Electrónica y de la Información - Departamento de Ingeniería de la Comunicación: Mención en Ingeniería de la Comunicación - Departamento de Ingeniería Electrónica: Ingeniería de Información Electrónica - Departamento de Ingeniería de la Información: Ingeniería de la Información Electrónica, Tecnología de Contramedidas de la Información, Ciencia y Tecnología de la Detección Remota - Departamento de Ingeniería de Microondas: Campo Electromagnético e Ingeniería de Microondas - Ingeniería Mecánica y Eléctrica - Departamento de Ingeniería Mecánica y Automatización: Diseño Mecánico, Fabricación y Automatización, Diseño Industrial, Ingeniería Industrial, Ingeniería de Fabricación de Aeronaves - Escuela de Ciencias de los Materiales e Ingeniería - Departamento de Ciencia de los Materiales: Ciencia e Ingeniería de los Materiales - Departamento de Materiales de Construcción: Ciencia e Ingeniería de Materiales - Departamento de Física y Química de Materiales: Física de Materiales - Departamento de Ingeniería de Materiales: Ingeniería de Control y Formado de Materiales - Departamento de Tecnología e Ingeniería de Soldadura: Tecnología e Ingeniería de Soldadura, Tecnología de Empaquetado Electrónico - Escuela de Ciencias e Ingeniería de la Energía - Departamento de Ingeniería Energética y Ambiental: Ingeniería Térmica y Eléctrica, Ingeniería de Reactores Nucleares - Propulsión de aeronaves y sistema de potencia de fluidos: energía térmica e ingeniería de energía, ingeniería de energía de aeronaves - Escuela de Ingeniería Eléctrica y Automática - Departamento de Ingeniería Eléctrica: Ingeniería Eléctrica y su Automatización - Facultad de Ciencias e Ingeniería de Instrumentos - Departamento de Pruebas y Control Automatizados: Tecnología e Instrumentos de Medida y Control, Ingeniería de Información Optoelectrónica - Facultad de Matemáticas - Departamento de Matemáticas: Matemáticas y Matemáticas Aplicadas, Ciencias de la Información y Computación - Facultad de Física - Departamento de Física: Física Aplicada, Ciencia y Tecnología de la Información Óptica, Física Nuclear | - Escuela de Economía y Administración - - Departamento de Ciencias e Ingeniería Administrativas: Gestión de la Información y Sistemas de Información, Comercio Electrónico - Departamento de Construcción e Inmobiliario: Gerencia de Ingeniería - Departamento de Administración de Empresas: Administración de Empresas, Marketing, Gestión Turística - Departamento de Finanzas y Comercio: Finanzas, Economía y Comercio Internacional (Ciencia) - Departamento de Contabilidad: Contabilidad, Gestión Financiera - Departamento de Administraciones Públicas - Facultad de Humanidades, Ciencias Sociales y Jurídicas - Departamento de Filosofía: Sociología (Artes Liberales) - Departamento de Economía: Economía y Comercio Internacional (Artes Liberales) - Derecho (Artes Liberales) - Facultad de ingeniería civil - Departamento de Ingeniería Civil: Ingeniería Civil, Mecánica Teórica y Aplicada - Escuela ambiental - Departamento de Ingeniería Municipal: Ciencia e Ingeniería de Abastecimiento y Drenaje de Agua - Departamento de Ciencias e Ingeniería Ambientales: Ingeniería Ambiental, Ciencias Ambientales - Escuela de Arquitectura - Departamento de Arquitectura: Arquitectura - Departamento de Ingeniería Térmica de Edificios: Ingeniería de Equipos y Medio Ambiente de Edificios - Departamento de Urbanismo: Urbanismo - Departamento de Arquitectura del Paisaje: Arquitectura del Paisaje - Departamento de Arte y Diseño: Arte y Diseño - Departamento de Medios Digitales: Tecnología de Medios Digitales, Tecnología de Medios Digitales | *Escuela de Ciencias e Ingeniería del Transporte - - Departamento de Ingeniería Vial y Ferroviaria: Ingeniería de Puentes Viales y Cruces de Ríos - Departamento de Ingeniería de Puentes y Túneles: Ingeniería de Puentes de Carretera y Cruce de Ríos - Departamento de Ingeniería de Transporte: Ingeniería de Transporte, Transporte - Escuela de Ciencias y Tecnologías de la Computación - Departamento de Ciencias e Ingeniería Informática: Ciencia y Tecnología Informática, Bioinformática, Seguridad de la Información - Departamento de Fundamentos de la Computación: Informática y Tecnología, Seguridad de la Información, Biotecnología de la Información - Departamento de Ingeniería de Software - Escuela de idiomas extranjeros - Departamento de inglés: inglés - Departamento ruso: ruso - Departamento de japonés: japonés - academia de marxismo - Escuela de Ingeniería Química - Departamento de Química: química de materiales, química aplicada, química nuclear e ingeniería de combustibles nucleares - Departamento de química aplicada: ingeniería y tecnología química (Ingeniería electroquímica) - Departamento de ciencia e ingeniería de polímeros: materiales e ingeniería de polímeros - Departamento de tecnología química: ingeniería y tecnología química (Tecnología Química) - Departamento de ingeniería química y energética: ingeniería química energética - Departamento de ciencia e ingeniería de catálisis - Departamento de ingeniería biomolecular y química - Facultad de ciencias de la vida y tecnología - Departamento de ciencias de la vida e ingeniería: biotecnología, bioingeniería - Academia de élite |

## Cultura universitaria

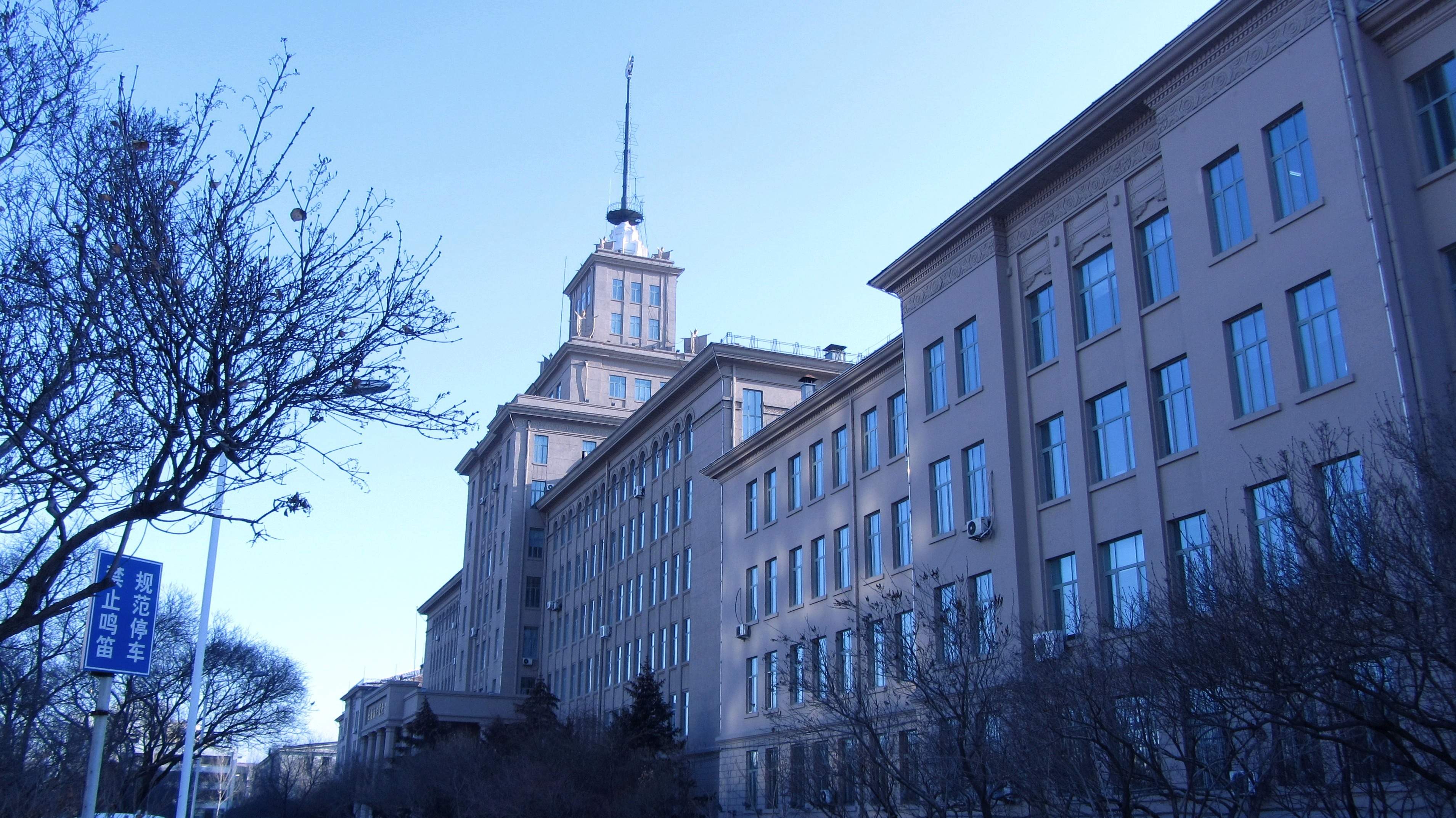
El edificio principal del Instituto de Tecnología de Harbin.

### Lema
"Especificaciones estrictas, dominio del Kung fu" fue resumido por camaradas destacados como Li Chang, director en la década de 1950. "Especificaciones estrictas, trabajo duro en casa" encarna la idea de combinar la gestión de procesos y la gestión de objetivos. "Especificaciones estrictas" tiene dos significados: en primer lugar debe haber especificaciones formales y, en segundo lugar, cumplimiento estricto. Kung Fu Daojia también tiene dos significados, estar dispuesto a trabajar en "Kung Fu" y, enfocarse en la idea del nivel de Kung Fu. Forman una unidad dialéctica ya que solo las "especificaciones estrictas" pueden tener objetivos y requisitos claros para Kung Fu y, solo Kung Fu puede dar una garantía fiable para la realización de las especificaciones estrictas. Con esta tradición escolar, el Instituto de Tecnología de Harbin ha crecido y se está desarrollando con una visión de futuro adaptándose a los cambios de los tiempos.

### Himno
El himno "Canción del Instituto de Tecnología de Harbin" fue compuesto por Liu Zhongde, exalumno del Instituto de Tecnología de Harbin, ex Ministro de Cultura y miembro del comité permanente del comité nacional de la conferencia consultiva política del pueblo chino. Liu Xijin, un miembro del comité nacional de la conferencia consultiva política del pueblo chino y presidente de la Ópera central, compuso la música.

### Aniversario
Cada 7 de junio se celebra el aniversario del Instituto de Tecnología de Harbin.

### Edificio escolar
El edificio principal del Instituto de Tecnología de Harbin fue construido en 1929 y está ubicado en el número 1 de la calle Fuhua Erdao, Harbin. Es el edificio más antiguo del Instituto de Tecnología de Harbin y un edificio protegido de primera clase en Harbin.
La residencia del campus se construyó originalmente como un dormitorio para estudiantes. Fue el primer "dormitorio Huasheng" en la historia del Instituto de Tecnología de Harbin, y luego se usó como dormitorio para mujeres. En 1958, la oficina del campus se trasladó del edificio de Ingeniería Civil, por lo que pasó a llamarse "edificio del departamento escolar". Actualmente es la sede de la Facultad de Humanidades, Ciencias Sociales y Jurídicas.
El edificio de la escuela tiene tres plantas, con un semisótano en la parte inferior y una ventana abuhardillada en el tercer piso. Hay césped a ambos lados de la columnata frente a la puerta, que solía ser el lugar principal de las actividades de la fiesta del Partido Comunista de China en los años iniciales.

## Directivos

### Directores
| cita | Nombre             | fecha de nombramiento | día de jubilación     | trabajo anterior | post-empleo | Observación                                    |
| ---- | ------------------ | --------------------- | --------------------- | --- | --- | ---------------------------------------------- |
| 1    | Song Xiaolian      | 1920                  | 1924                  | | |                                                |
| 2    | She luo kuo fu     | 1924                  | 1925                  | | |                                                |
| 3    | Wu Si te Lu Guo fu | 1925                  | 1928                  | | |                                                |
| 4    | Zhang Huanxiang    | 1928                  | 1928                  | | |                                                |
| 5    | Liu Zhe            | 1928                  | 1938                  | Director de la Universidad de Jingshi                                                                                            | Miembro del consejo nacional |                                                |
| 6    | Liu Menggeng       | 1933                  | 1935                  | | |                                                |
| 7    | Wang Yu qing       | 1935                  | 1937                  | | |                                                |
| 8    | Masao Suzuki       | 1937                  | 1945                  | | |                                                |
| 9    | Ào zhefu           | 1945                  | 1947                  | | |                                                |
| 10   | Xie de he          | 1947                  | 1949                  | | |                                                |
| 11   | Feng Zhongyun      | 1949                  | 1951                  | | Director de la Biblioteca de Beijing |                                                |
| 12   | Chen Kangbai       | 1951                  | 1953                  | Viceministro de cultura, gobierno popular del Nordeste                                                                           | Secretario General de la Academia de Ciencias de China                                                                                       | secretario del partido escolar concurrente     |
| 13   | li chang           | 1953                  | 1964                  | Subdirector y secretario del partido del comité de trabajo de alfabetización del gobierno popular central                        | Subdirector del comité de enlace cultural extranjero del consejo de estado y decano de la Universidad de Estudios Internacionales de Beijing | secretario del comité de partido de la escuela |
| 14   | Gaotie             | 1965                  | 1977                  | | |                                                |
| 15   | Lu Xuepo           | 1977                  | 1977                  | | |                                                |
| 16   | Liu Deben          | 1978                  | 21 de octubre de 1980 | Vicesecretario del comité del partido y director adjunto del comité revolucionario de la Universidad Normal de Harbin            | murió en el cargo |                                                |
| 17   | Huang Wenhu        | 1983                  | 1985                  | Vicepresidente del Instituto de Tecnología de Harbin                                                                             | Decano de la Escuela de Graduados del Instituto de Tecnología de Harbin                                                                      |                                                |
| 18   | Yang Shiqin        | 1985                  | año 2002              | Subdirector del departamento de tecnología y materiales metálicos, Instituto de Tecnología de Harbin                             | |                                                |
| 19   | Wang Shuguo        | marzo de 2002         | abril 2014            | Director del departamento de ciencia y tecnología de la provincia de Heilongjiang, Secretario del grupo de liderazgo del partido | Presidente de la Universidad de Xi'an Jiaotong, Miembro del Comité Permanente del Comité del Partido                                         |                                                |
| 20   | Zhou Yu            | 13 de junio de 2014   | 15 de julio de 2021   | Miembro del comité permanente del comité del partido y vicepresidente ejecutivo del Instituto de Tecnología de Harbin            | Presidente del Instituto de Tecnología de Harbin (Shenzhen)                                                                                  |                                                |
| 21   | Han Jiecai         | 15 de julio de 2021   | hasta la fecha        | Miembro del comité permanente del comité del partido y vicepresidente ejecutivo del Instituto de Tecnología de Harbin            | |                                                |

### Secretario del partido
| cita | Nombre        | fecha de nombramiento   | día de jubilación       | trabajo anterior                                                                                           | post-empleo                                                              | Observación            |
| ---- | ------------- | ----------------------- | ----------------------- | --- | ------------------------------------------------------------------------ | ---------------------- |
| 1    | Chen Kangbai  | 1951                    | octubre de 1953         | Viceministro de cultura, gobierno popular del Nordeste                                                     | Secretario General de la Academia de Ciencias de China                   | secretario del partido |
| 2    | Li Chang      | 1953                    | 1964                    | |                                                                          |                        |
| 3    | Li Rui        | 1978                    | 1983                    | |                                                                          |                        |
| 4    | Li Dongguang  | 1983                    | 1985                    | |                                                                          |                        |
| 5    | Jiang Yi Hong | marzo de 1985           | octubre de 1992         | Vicepresidente del Instituto de Tecnología de Harbin, miembro del comité permanente del comité del partido |                                                                          |                        |
| 6    | Wu Lin        | 1992                    | 1998                    | |                                                                          |                        |
| 7    | Li Sheng      | 1998                    | año 2004                | |                                                                          |                        |
| 8    | Guo Dacheng   | 2 de agosto de 2004     | 22 de febrero de 2008   | Vicesecretario ejecutivo del comité del partido del Instituto de Tecnología de Beijing                     | Secretario del comité del partido del Instituto de Tecnología de Beijing |                        |
| 9    | Wang Shuquan  | febrero de 2008         | 31 de diciembre de 2019 | Secretario del comité del partido de la Universidad de Ingeniería de Harbin                                |                                                                          |                        |
| 10   | Xiong Sihao   | 31 de diciembre de 2019 |                         | Vicesecretario ejecutivo del comité del partido del Instituto de Tecnología de Harbin                      |                                                                          |                        |

## Profesores
Al 4 de marzo de 2021, el equipo docente del Instituto de Tecnología de Harbin, en la sede central, lo forman 2978 profesores titulares a tiempo completo; 1079 profesores a tiempo completo; 1288 profesores asociados; 1481 supervisores de doctorado.
Entre los profesores existentes en la escuela, hay 39 académicos, 9 profesores docentes nacionales, 52 profesores distinguidos "Changjiang", 19 jóvenes académicos, 53 ganadores del fondo nacional de Ciencias para jóvenes académicos y del premio Nacional de la Fundación de Ciencias de China. 49 ganadores del fondo para jóvenes, 46 talentos destacados con el "Programa Diez Mil Talentos" nacional, 32 candidatos nacionales del "Proyecto Cien Mil Talentos", 12 científicos principales delPrograma 973 y la promoción del talento innovador obtenida por 40 personas; 7 grupos de innovación de la Fundación Nacional de Ciencias Naturales de China, 12 equipos de innovación en ciencia y tecnología del Ministerio de Educación de la República Popular China, 5 equipos de innovación en áreas clave del Ministerio de Ciencia y Tecnología, 6 equipos nacionales de equipos docentes reconocidos por su nivel, y 4 equipos de innovación docente orientados a la investigación del Ministerio de Industria y Tecnologías de la Información.
A marzo de 2020, el cuerpo docente del Instituto de Tecnología de Harbin (Weihai) cuenta con 543 profesores titulares a tiempo completo, 99 profesores, 225 profesores asociados y 82 supervisores de doctorado.
Desde marzo de 2020, el Instituto de Tecnología de Harbin (Shenzhen) cuenta con más de 400 profesores a tiempo completo y más de 150 profesores a tiempo parcial.

## Cooperación internacional
En 2011, la escuela participó en el establecimiento de la Alianza Universitaria de Ingeniería Sino-Rusa y se convirtió en la sede de la secretaría permanente china.
El Instituto de Tecnología de Harbin y la Universidad Estatal de San Petersburgo de Rusia firmaron un plan para la construcción de un campus conjunto en una videoconferencia en 2018.
En 2019, la escuela y la Universidad Técnica Estatal Bauman de Moscú establecieron conjuntamente el Instituto de Tecnología Bauman del Instituto de Tecnología de Harbin.